# Klaas Dijkhoff
Klaas Henricus Dominicus Maria (ur. 13 stycznia 1981 w Soltau) – holenderski polityk, prawnik i nauczyciel akademicki, parlamentarzysta, w październiku 2017 minister obrony.

## Życiorys
Ukończył szkołę średnią w Eindhoven, a następnie studia prawnicze na Uniwersytecie w Tilburgu. Uzyskał na tej samej uczelni magisterium i doktorat. Pracował jako nauczyciel akademicki na tym uniwersytecie, a także w Hogeschool Inholland. Od 2009 zajmował się jednocześnie działalnością doradczą.
Zaangażował się w działalność polityczną w ramach Partii Ludowej na rzecz Wolności i Demokracji. W latach 2010–2013 był radnym miejskim w Bredzie, do 2012 pełnił funkcję przewodniczącego frakcji radnych VVD. W 2010 i 2012 uzyskiwał mandat deputowanego do Tweede Kamer. W marcu 2015 premier Mark Rutte powołał go na stanowisko sekretarza stanu do spraw sprawiedliwości.
W wyborach w 2017 ponownie wybrany do niższej izby Stanów Generalnych. 4 października 2017 zastąpił Jeanine Hennis-Plasschaert na stanowisku ministra obrony. Zakończył urzędowanie wraz z całym gabinetem 26 października tegoż roku, dwa dni wcześniej wybrany na przewodniczącego frakcji deputowanych VVD.